# Paule Constant
Paule Constant (født 25. januar 1944 i Gan) er en fransk forfatter, der i 1998 fik Goncourtprisen for romanen Confidence pour confidence.